# Inge Seiwert
Inge Seiwert (* 12. April 1948 in Schildau; † 22. September 2006 in Leipzig), geb. Streubel, war eine Ethnologin aus Leipzig.

## Leben
Inge Seiwert wurde 1948 in der Familie eines Landwirts in Schildau geboren. Nach ihrer Abiturprüfung auf der Oberschule in Torgau 1966, studierte sie am Orientalischen Institut der Universität Leipzig Arabistik und Ökonomie der Arabischen Länder. Sie schloss ihr Studium 1971 als Diplom-Arabistin ab und arbeitete zunächst für die Außenhandelsfirma Interpelz mit Schwerpunkt auf den Ländern des Nahen und Mittleren Ostens. Von 1982 bis zu ihrem Tod arbeitete sie als wissenschaftliche Mitarbeiterin und verantwortliche Kustodin mit Schwerpunkt Südeuropa und Orient am Museum für Völkerkunde zu Leipzig.
Während ihrer Tätigkeit am Museum erarbeitete sie zahlreiche Konzeptionen für erfolgreiche ethnographische Ausstellungen, die in Leipzig und anderen Orten gezeigt worden sind. Sie verfasste mehrere Kataloge zur Begleitung dieser Ausstellungen und veröffentlichte zahlreiche wissenschaftliche Aufsätze.
1971 heiratete Inge Seiwert den Arabisten Wolf-Dieter Seiwert, mit dem sie bis zu ihrem Tod 2006 zusammen lebte.

## Veröffentlichungen (Auswahl)
Artikel
- Inge Seiwert. „Mittelasien in Sammlung und Ausstellung.“ In: Mitteilungen aus dem Museum für Völkerkunde Leipzig 50, 1985 S. 41–46.
- Inge Seiwert und Wolf-Dieter Seiwert 1990. „Orientalische Kulturen zwischen Atlantik und Hindukusch.“ In: Völkerkunde Museen 1990 : Festschrift für Helga Rammow hrsg. von Volker Harms. Lübeck OCLC 34881919.
- Inge Seiwert. „Eine armenische Hochzeit: Lackmalereien aus dem Iran.“ In: Mitteilungen aus dem Museum für Völkerkunde Leipzig 54, 1992 S. 41–47.

### Ausstellungen
- Carola Krebs und Inge Seiwert. Kostbarkeiten Orientalischer Basare : Schmuck aus einer niedersächsischen Privatsammlung. Leipzig: Museum für Völkerkunde zu Leipzig – Grassimuseum, 1995 ISBN 978-3910031142.
- Inge Seiwert und Ingo Nentwig. Kleider der Pferde : Asiatische Satteldecken aus der Sammlung des Salgo Trust for Education, New York. Leipzig: Museum für Völkerkunde zu Leipzig – Grassimuseum, 1996 ISBN 978-3-910031-15-9.
- Inge Seiwert, Reingard Neumann, Karin Rührdanz, Mohammed Malmanesh, Frederike Voigt und Jutta Maria Schwedt. Rosen und Nachtigallen : die 100-jährige Iran-Sammlung des Leipzigers Philipp Walter Schulz. Leipzig: Museum für Völkerkunde zu Leipzig – Grassimuseum, 2000 ISBN	978-3-910031-26-5.
- Wolf-Dieter Seiwert und Inge Seiwert. Das Erbe der Antike : traditioneller Schmuck und Volksglaube zwischen Orient und Okzident aus der Sammlung „Schätze des Orients“. Braunschweig: Braunschweigisches Landesmuseum, 2001 ISBN 978-3-927939-55-4.
- Marita Andó und Inge Seiwert. Berührungen : Gerd Thielemann : ein Leipziger Maler und Sammler in Mittelasien und Russland. Leipzig: Museum für Völkerkunde zu Leipzig – Grassimuseum, 2003 ISBN 978-3910031319
- Inge Seiwert und Lotar Balke. Rund und schön : 10 Jahre Europäischer Ostermarkt, hrsg. von Irene Ziehe. Berlin: Museum Europäischer Kulturen, 2003.
- Inge Seiwert Töchter des Jemen. Leipzig: Museum für Völkerkunde zu Leipzig – Grassimuseum, 2005 ISBN 978-3-910031-35-7.